# Lincoln Street/Southwest 3rd Avenue megállóhely
Lincoln Street/Southwest 3rd Avenue megállóhely a Metropolitan Area Express narancssárga vonalának, valamint a TriMet autóbuszainak megállója az Oregon állambeli Portlandben.

## Kialakítása
A megálló középperonos kialakítású; a viharok utáni vízelvezetés javításának érdekében a Stacy & Whitbeck a vágányok közé 2013 novemberében varjúhájat és egyéb növényeket ültetett.
Az állomással szemben 2013-ban elhelyezték az Elizabeth Conner tervezte, Anna Halprin és Lawrence Halprin közreműködésével készült „Trio” fantázianevű műalkotást.

## Autóbuszok

### TriMet
- 9 – Powell Blvd (Union Station◄►Gresham Central Transit Center)[5]
- 17 – Holgate/Broadway (Concordia University◄►134th Drive)[6]
- 43 – Taylors Ferry Road (►Washington Square Transit Center)[7]

### Blue Star Bus
- Downtown Express (Downtown◄►Portland International Airport)[8]

| Előző állomás                        |  | Metropolitan Area Express |  | Következő állomás                  |
| ------------------------------------ |  | ------------------------- |  | ---------------------------------- |
| OMSI/SE Watertovább SE Park Ave felé |  | Narancssárga vonal        |  | PSU Southtovább Union Station felé |

## Fordítás
Ez a szócikk részben vagy egészben  a   Lincoln Street/Southwest 3rd Avenue MAX Station című angol Wikipédia-szócikk ezen változatának fordításán alapul.  Az eredeti cikk szerkesztőit annak laptörténete sorolja fel. Ez a jelzés csupán a megfogalmazás eredetét és a szerzői jogokat jelzi, nem szolgál a cikkben szereplő információk forrásmegjelöléseként.